# Apolon (Michelangelo)
Apolon, znan tudi kot Apolon-David, David-Apolon ali Apollino, je 1,46 m visoka nedokončana Michelangelova marmorna skulptura iz približno leta 1530. Zdaj stoji v muzeju Bargello v Firencah.

## Zgodovina
Kip je bil naročen za zasebno palačo Baccio Valori, ko je papež Klemen VII., potem ko je mesto obnovil dolgotrajno obleganje, Firencam vsilil ogorčenega guvernerja. Delo na kipu se je ustavilo kmalu po tem, ko je Alessandro de' Medici postal vojvoda in je Michelangelo zapustil mesto. Skulptura je nato vstopila v zbirko vojvode Cosima I. Medičejskega. Postavljena je bila v njegove zasebne prostore skupaj z Bakhom Baccia Bandinellija, delom Andree Sansovina in starim Ganimedom, ki ga je obnovil Benvenuto Cellini.
Na nedokončanem delu so vidni znaki njegovega sloga in metod, ki podpirajo pripis kipa Michelangelu. Teme nedokončanega kipa pa Michelangelo ni nikoli opazil, sodobni zgodovinski viri pa se o tem ne strinjajo. Po Vasariju je to Apolon, morda v dejanju, ko vzame puščico iz tulca. V inventarju Cosima I. iz leta 1553 pa je tisti, ki je sestavil zgodovinski katalog, identificiran kot David. Umetnostni kritiki zato skulpturo identificirajo kot eno ali drugo ali s prikazom naslova s vezajem Apollo-David ali David-Apollo, da bi opozorili na negotovost. Dejavniki, ki dajejo prednost identiteti Apolona, so: telo je čokato in zrelo, kot je bil Apolon pogosto upodobljen, namesto tipične upodobitve mladostnega Davida; v rezbariji ni predstavljen noben lok in noben nedokončan del kipa ne dopušča dovolj prostora za enega.
Obstajajo domneve, da je kipar začel delo kot David, morda proti letu 1525, in ga kasneje končal kot Apolon. Obstajajo tudi tisti, ki so delo poskušali identificirati kot izgubljenega Apolona Kupida (Valentinier, 1958), ki ga je leta 1537 izklesal Jacopo Galli v Rimu.
Ko je Cosimo dobil v last zbirko najpomembnejših Michelangelovih kipov (Pijani Bakh ali Genij zmage), je bil Apolon-David postavljen v vrtove Boboli, kjer je krasil dolgo nišo amfiteatra. Leta 1824 je bil kip prepeljan v Uffizi in kasneje postavljen v zbirko v Bargellu. Zdaj je v Narodni galeriji umetnostnega muzeja, del renesančnega krila z evropskimi slikami in kipi.

## Opis
Delo prikazuje golega moškega in poleg enigmatičnega subjekta je skulptura še posebej kompleksna z uporabo protizasuka, ki prikazuje konture telesa v globino in pomnoži točke pogleda. Roke in noge so nastavljene tako, da igrajo učinkovito korelacijo, pri čemer so nekateri sklepi upognjeni, nasprotni pa ravni. Na primer, leva roka je pokrčena in iztegnjena desna, desna noga je iztegnjena, leva pa pokrčena nad nedokončano strukturo na tleh. Nekateri trdijo, da je bila struktura namenjena temu, da postane glava Goljata. Za figuro je deblo, ki je v bistvu statično in ima funkcijo nosilca celotnega kipa. Drugi nedokončani del se razteza navzgor vzdolž hrbta od pasu.
Močan premik glave v levo je v nasprotju s skrajno naravnostjo desne roke (ni prikazana na fotografiji, prikazani na desni). Z drugega zornega kota (prikazano) leva roka izolira zgornji del telesa od spodnjega, kar ustvarja značilen dinamičen učinek, ki ga študenti umetnosti učijo kot ustvarjanje, manierizem.
Če ga obravnavamo kot 'Davida' in ne kot 'Apolona', se kip presenetljivo razlikuje od bolj znane, atletske in mladostne postave na trgu Piazza della Signoria istega kiparja. Namesto prikazovanja potencialne sile in notranje jeze biblijskega junaka se bere kot skoraj melanholija ali obžalovanje njegovega krvavega dejanja proti Goljatu, če je to njegova glava, morda razkriva vse posledice dejanja.
Druga razlaga je, da bi poza lahko izražala prikrito, a globoko sovražnost kiparja proti osvajalcem Firenc, čeprav se je delo na kipu s spremembo ustavilo.